# Bernard Gajdus
Bernard Gajdus (ur. 28 kwietnia 1916 w Papowie Toruńskim, zm. 22 grudnia 2001 w Starogardzie Gdańskim) – polski lekarz, chirurg, pionier operacji na otwartym sercu.

## Życiorys
Syn nauczyciela, kierownika szkół na Pomorzu, po 1919 roku zastępcy Rektora Seminarium Nauczycielskiego w Toruniu, i Emilii z domu Oczkowskiej. Jeden z siedmiorga rodzeństwa. Najstarszy brat, Jerzy Gajdus, aresztowany przez wojska okupacyjne i w listopadzie 1939 roku rozstrzelany w lesie Berberka. Kolejny z braci ksiądz Wojciech Gajdus był proboszczem w Zawrze, więźniem obozów Stutthof oraz Oranienburg Sachsenhausen.
Bernard Gajdus ukończył Gimnazjum im. Mikołaja Kopernika w Toruniu. Następnie podjął studia lekarskie na Uniwersytecie Stefana Batorego w Wilnie. Podczas studiów członek Polskiej Akademickiej Korporacji Chrześcijańskiej „Conradia”. W 1939 roku uczestnik kampanii wrześniowej. Dyplom lekarski uzyskał w dniu 22 grudnia 1945 roku na Uniwersytecie Adama Mickiewicza w Poznaniu.
Po ukończeniu studiów walczył z epidemią tyfusu plamistego w Pucku. Następnie asystent na oddziale chirurgicznym w Szpitalu S.S. Szarytek św. Wincentego a Paulo w Gdyni. Od 1953 r. ordynator oddziału chirurgicznego, najpierw w szpitalu Sióstr Elżbietanek w Starogardzie Gdańskim, a następnie w nowo powstałym szpitalu przy ul. ks. Piotra Ściegiennego.
Dnia 23 listopada 1969 roku przeprowadził pionierską operację na otwartym sercu. Zabieg został przeprowadzony na 17-letnim pacjencie, przywiezionym do szpitala z raną kłutą serca, w stanie agonalnym. W zabiegu pod kierownictwem dr Bernarda Gajdusa asystowali dr Landowski oraz syn ordynatora, Andrzej Gajdus, wówczas student medycyny. Operacja trwała około trzech godzin, zakończyła się o trzeciej nad ranem. Uratowany 17-letni pacjent żył jeszcze co najmniej 30 lat. Zabieg przeprowadzony w warunkach prowincjonalnego szpitala odbił się szerokim echem w całym kraju.
Bernard Gajdus przeszedł na emeryturę w 1981 r. Był członkiem Stowarzyszenia Honorowych Dawców Krwi oraz Towarzystwa Chirurgów Polskich. Bernard Gajdus zmarł w dniu 22 grudnia 2001 roku w Starogardzie Gdańskim.

## Odznaczenia
Bernard Gajdus otrzymał w 1977 r. „Medal za zasługi dla Starogardu Gdańskiego”. Został również uhonorowany odznaką „Zasłużony Ziemi Gdańskiej. W 1984 roku odznaczony medalem „Pro Ecclesia et Pontifice”. Bernard Gajdus był również odznaczony Krzyżem Walecznych. Uchwałą z dnia 25 stycznia 2017 r. Rada Miasta Starogard Gdański nadała rondu u zbiegu ulicy Droga Nowowiejska i przedłużenia ulicy Piaskowej nazwę Rondo im. Bernarda Gajdusa.